# Oświadczenie poselskie
Oświadczenia poselskie – wypowiedź posła poza porządkiem obrad. Nie mogą trwać dłużej niż 5 min. i są wygłaszane na zakończenie każdego dnia obrad Sejmu. Są traktowane przez posłów, jako „publicystyka sejmowa” lub jako swoisty Speakers' Corner, gdzie każdy poseł mówi, co chce, wyłącznie w swoim imieniu. W rzeczywistości oświadczenia można pogrupować zasadniczo na cztery kategorie: dotyczące osobistych doświadczeń i spostrzeżeń posłów, historyczne i biograficzne (przeważnie rocznicowe), a także ideowe.